# Гутьер Нуньес (граф Кастилии)
Гутье́р Ну́ньес (исп. Gutier Núñez; умер после 935) — граф Бургоса (926?—931) и Кастилии (около 929—931).

## Биография
Правление Гутьера Нуньеса пришлось на период истории Кастилии, крайне скудно освещённый в источниках. В анналах и хрониках его имя не упоминается. Все сведения о нём извлекаются лишь из сведений о графской власти в Кастилии, содержащихся в немногочисленных хартиях этого времени.
Происхождение Гутьера Нуньеса неизвестно. Высказываемое некоторыми историками мнение, что он мог быть сыном графа Кастилии и Бургоса Нуньо Фернандеса, авторитетными источниками не подтверждается. Предполагается, что Гутьер Нуньес получил графство Бургос в 926 году, после того как Нуньо Фернандес поддержал мятеж Альфонсо Фройласа. При этом графство Кастилия вновь было передано королём Леона Альфонсом IV Монахом Фернандо Ансуресу.
В последний раз Фернандо Ансурес как граф Кастилии упоминается в хартии от 24 ноября 929 года. После этого до 931 года сведения о графах Кастилии в исторических источниках отсутствуют. Хартии от 928 и 930 годов датированы только правлением короля Альфонса IV, однако историки предполагают, что в это время Гутьер Нуньес уже мог иметь титул графа Кастилии. Первый и последний раз Гутьер Нуньес назван графом Бургоса (о Кастилии не упоминается) в дарственной хартии монастырю Сан-Педро-де-Карденья, датированной 1 марта 931 года. Документ от 24 июня этого года вновь содержит датировку только по правлению короля Альфонса IV, однако с этого времени начинают появляться акты (первый из них выдан ещё 1 января 931 года), в которых графом Кастилии и Бургоса называется Фернан Гонсалес, а королём Леона Рамиро II. Предполагается, что Гутьер Нуньес, как сторонник Альфонса IV, был лишён своих владений новым королём Рамиро II. Вскоре Гутьер Нуньес вернул себе расположение короля Леона, так как его подпись стоит под хартией, которую Рамиро II в 935 году дал кафедральному собору города Леон. Сведений о дальнейшей судьбе Гутьера Нуньеса нет.

## Карты
- Территориальный рост Кастилии в VIII—X веках
- Заселение долины Дуэро в IX—X веках